# Рінченгін Барсболд
Рінченгін Барсболд (монг. Ринченгийн Барсболд; нар. 21 грудня 1935, Улан-Батор) — монгольський палеонтолог і геолог. Син Бямбина Рінчена (монг. Бямбын Ринчен), видатного монгольського письменника, перекладача і мовознавця.
На честь Барсболда названі два роди динозаврів — Barsboldia (Maryanska та Osmolska, 1981) і Rinchenia (Osmolska et al., 2004) — і види Nemegtomaia barsboldi, Choyrodon barsboldi, Abdarainurus barsboldi.
У 2010 році удостоєний найвищої нагороди Товариства палеонтології хребетних (Society of Vertebrate Paleontology) — медалі Ромера-Сімпсона.